# Amaziah B. James

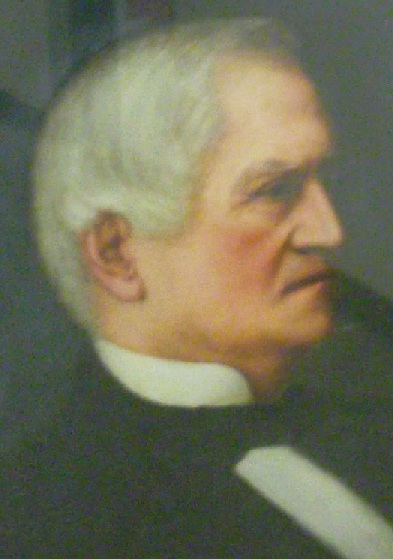
Amaziah B. James

Amaziah Bailey James (* 1. Juli 1812 in Stephentown, New York; † 6. Juli 1883 in Ogdensburg, New York) war ein US-amerikanischer Jurist und Politiker. Zwischen 1877 und 1881 vertrat er den Bundesstaat New York im US-Repräsentantenhaus.

## Werdegang
Amaziah Bailey James wurde ungefähr zwei Wochen nach dem Ausbruch des Britisch-Amerikanischen Krieges in Stephentown im Rensselaer County geboren. Er und sein Vater zogen 1814 nach Sweden im Monroe County. In den folgenden Jahren verfolgte er eine akademische Laufbahn. Im Alter von 14 Jahren begann er eine Lehre zum Drucker in Batavia. 1831 zog er nach Ogdensburg im St. Lawrence County, wo er die Northern Light, eine Wochenzeitung, gründete. Später wurde er Teilhaber der Times and Advertiser, der Whig-Zeitung im County. 1836 diente er als Captain in der Ogdensburg Artillerie. James wurde zum Generalmajor in der Miliz befördert. Er studierte Jura. Nach dem Erhalt seiner Zulassung als Anwalt 1848 begann er in Ogdensburg zu praktizieren. 1853 wählte man ihn zum Richter am New York Supreme Court. James wurde 1861 und 1869 wiedergewählt. Er bekleidete den Posten bis 1876. Während seiner Zeit als Richter nahm er 1861 am Friedenskonvent in Washington, D.C. teil, im Bestreben Möglichkeiten zu entwickeln den bevorstehenden Bürgerkrieg zu verhindern. Politisch gehörte er der Republikanischen Partei an.
Bei den Kongresswahlen des Jahres 1876 für den 45. Kongress wurde James im 19. Wahlbezirk von New York in das US-Repräsentantenhaus in Washington D.C. gewählt, wo er am 4. März 1877 die Nachfolge von William A. Wheeler antrat. Er wurde einmal wiedergewählt und schied nach dem 3. März 1881 aus dem Kongress aus. Während dieser Zeit litt er unter Paralyse, von der er sich nur teilweise wieder erholte.
Er verstarb am 6. Juli 1883 in Ogdensburg und wurde dann auf dem Stadtfriedhof beigesetzt.